# Хінорани
Хінорани (словац. Chynorany) — село, громада округу Партизанське, Тренчинський край. Кадастрова площа громади — 10.35 км².
Населення 2732 особи (станом на 31 грудня 2020 року).

## Історія
Хінорани згадуються 1243 року.

## Населення
| Рік:            | 1994. | 2004.   | 2014.   | 2024.   |
| --------------- | ----- | ------- | ------- | ------- |
| Кількість осіб: | 2782  | 2723    | 2718    | 2661    |
| Різниця:        |       | -2,12 % | -0,18 % | -2,09 % |

| Рік:            | 2023. | 2024.   |
| --------------- | ----- | ------- |
| Кількість осіб: | 2671  | 2661    |
| Різниця:        |       | -0,37 % |